# Viqueque (gemeente)
In het zuidoosten van Oost-Timor ligt het gemeente Viqueque, dat ongeveer 62.000 inwoners telt. Hoofdstad van deze regio is de gelijknamige stad. Het gemeente bestaat uit 5 postos administrativos: Uato-Lari, Uato-Carbau, Lacluta, Ossu en Viqueque. Hoewel de meeste inwoners van gemeente Viqueque de nationale taal Tetun kunnen verstaan en spreken, wordt over het algemeen in de lokale talen gesproken: Makasai, Midiki, Tetun-Terik, Kairui en Nau-Eti.
Het merendeel leeft hier van de landbouw. Problemen waar de bevolking van Viqueque mee kampt zijn het analfabetisme en de geringe toegang tot faciliteiten. Uitzendingen van de nationale radio (RTTL) bereiken slechts een deel van dit gemeente. Een lokale zender met groter bereik (RPV) heeft echter zelf ook niet altijd beschikking over actuele informatie uit de hoofdstad.
Ten gevolge van de verwoestingen die tijdens de periode van het referendum in augustus 1999 werden aangericht door Indonesische militairen en pro-Indonesische milities, zijn de posterijen nog altijd buiten werking. Sinds november 2003 is echter het telefonisch contact (nu door middel van GSM) weer mogelijk.
Viqueque-stad heeft een grote markt en een klein aantal winkels, een redelijke kliniek, een politiebureau, een kleuterschool, een klein weeshuis (nonnenhuis), drie lagere scholen, drie middelbare scholen, een regionaal radiostation, een Katholieke kerk en een Protestante kerk.

## Overstromingen en droogte
Het gemeente Viqueque wordt in het regenseizoen vaak getroffen door wateroverlast. Door hevige overstromingen zijn de wegen in dit gebied vaak nauwelijks begaanbaar. Delen van Uato-Carbau en Lacluta raken elke regenperiode opnieuw van de buitenwereld afgesneden. Daarnaast kent Viqueque een jaarlijkse periode van droogte aan het eind van het jaar, waarbij ook het water in de rivieren uiteindelijk slinkt tot een groene slijmerige massa.
Aileu · Ainaro · Baucau · Bobonaro · Cova Lima · Dili · Ermera · Lautém · Liquiçá · Manatuto · Manufahi · Oe-Cusse Ambeno · Viqueque